# Адемар Монтейльский
Адема́р Монтейльский (Айма́р де Монте́йль; фр. Adhémar de Monteil; умер 1 августа 1098) — участник 1-го крестового похода, епископ города Ле-Пюи (c 1077 года).

## Биография
Адемар — выходец из знатной семьи Валанса, сын графа де Валентинуа, владельца замка Монтелимар.
Когда на Клермонском соборе 1095 года было принято решение о крестовом походе за освобождение Иерусалима и Гроба Господня от мусульман, Адемар с большим рвением выразил готовность отправиться на Восток. Получив от Урбана II полномочия папского легата при крестоносцах, он присоединился к армии графа Раймунда Тулузского и выдвинулся вместе с ним к Константинополю, где произошло объединение крестоносных войск.
Пока военачальники похода оспаривали друг у друга право на лидерство, за епископом закрепилась роль духовного предводителя Христовых воинов. В Константинополе Адемар вел переговоры с императором Алексеем Комнином, призывал крестоносцев к порядку у Никеи, принимал участие в битве при Дорилее.
Во время осады Антиохии во многом благодаря епископу, который следил за соблюдением церковных обрядов и праздников и наравне с остальными выдерживал пост, крестоносцы не потеряли боевого духа. После падения Антиохии, когда город окружила армия мосульского эмира Кербоги, Адемар прошёл с процессией по улицам Антиохии и запер городские ворота, чтобы поддавшиеся панике крестоносцы не смогли бежать. Когда монах Пётр Варфоломей объявил о находке в Антиохии  Святого копья, Адемар был одним из немногих, кто скептически отнесся к находке, так как знал, что эта реликвия находится в Константинополе. Однако, увидев, какое воодушевление охватило крестоносцев, он не стал публично делиться своими подозрениями.
После поражения Кербоги епископ делал попытки уладить раздоры в стане предводителей крестоносцев, но 1 августа 1098 года скончался во время эпидемии, вероятно от сыпного тифа — и тогда «охватила великая скорбь воинство Христово, ибо папский легат был поддержкой бедным и советником богатым».
Оставшись без духовного лидера, крестоносцы отправились дальше, но память об Адемаре продолжала жить среди простых воинов. Так, во время осады Иерусалима один из участников похода утверждал, что видел дух епископа, который предписал воинам поститься на протяжении трёх дней, а затем босыми обойти с процессией вокруг стен Иерусалима. Крестоносцы выполнили этот наказ и через неделю, 15 июля 1099 года, Иерусалим пал.